# 小吉爾弗特山

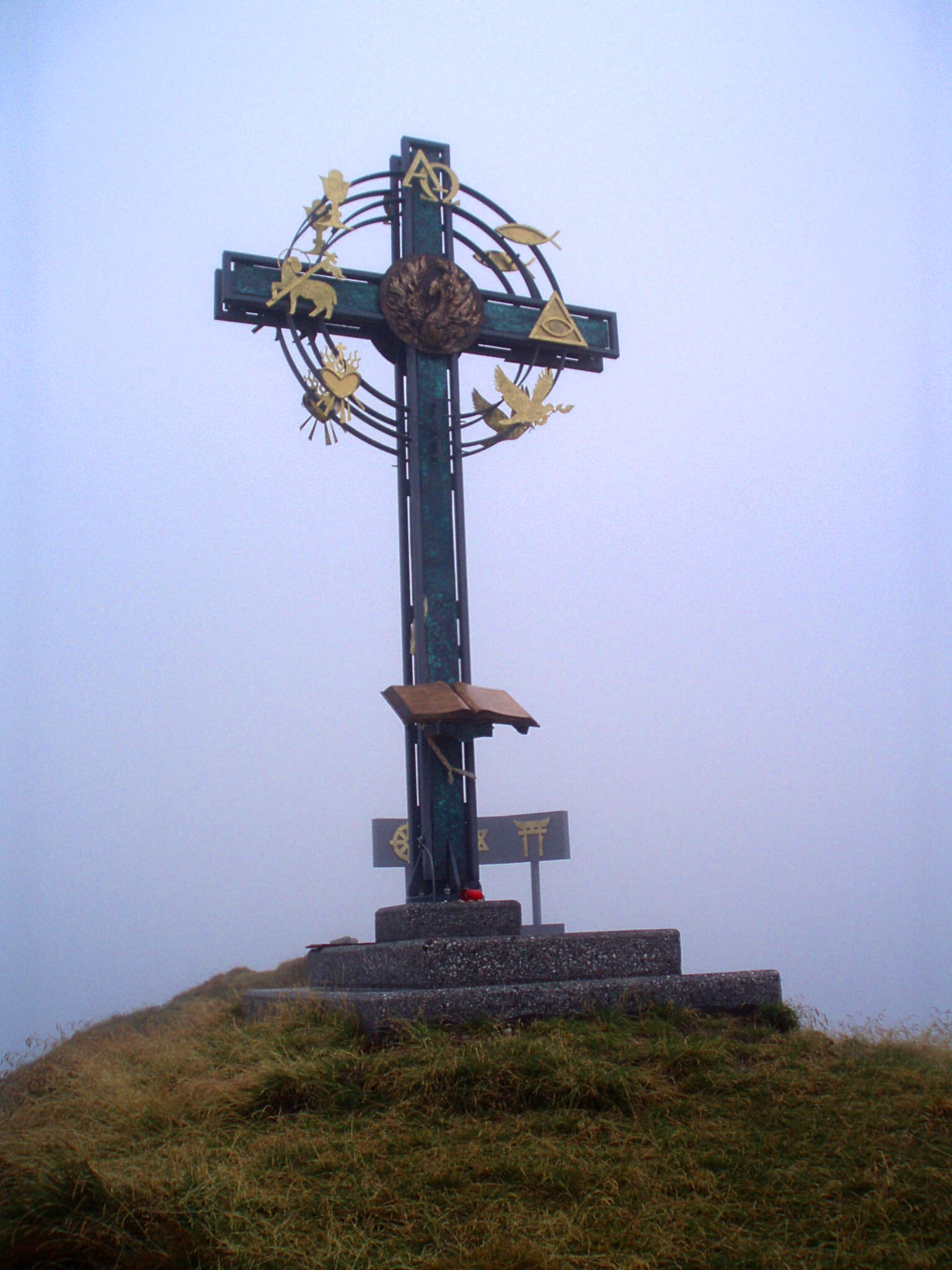

47°14′28″N 11°45′18″E / 47.241°N 11.755°E
小吉爾弗特山（德語：Kleiner Gilfert），是奧地利的山峰，位於該國西部，由蒂羅爾州負責管轄，屬於圖克斯山中拉斯特科格爾山的一部分，海拔高度2,388米。